# Імунофлазід
Імунофлазі́д — найменування лікарського препарату, основним компонентом якого є флавоноїди глікозидів диких злаків — щучки дернистої (Deschampsia cetspitosa L.) та війника наземного (Calamagrostis epigeios L.).[джерело?]
Препарат був розроблений українською компанією ТОВ «НВК «Екофарм»»[джерело?]. Випускається у формі сиропу у флаконах по 30 мл та 50 мл. Є безрецептурним лікарським препаратом, показаний до застосування у дітей від народження.

## Властивості препарату
Виробником заявлена пряма противірусна дія препарату, яка проявляється в здатності впливати на вірус-специфічні ферменти (ДНК-полімераза, тимідинкіназа, зворотна транскриптаза, нейрамінідаза)[3], блокуючи таким чином реплікацію вірусів і перешкоджаючи прогресії інфекційного процесу, та пригнічувати розмноження вірусу у клітині. Препарат також здатний виступати індуктором ендогенного інтерферону (α та γ), що сприяє підвищенню стійкості організму до вірусних та бактеріальних інфекцій. Препарат захищає слизові оболонки верхніх дихальних шляхів, нормалізуючи показники місцевого імунітету (лактоферин, slgA та лізоцим). Передбачається можливість довготривалого застосування без загрози розвитку рефрактерності[4] (гіпореактивності) та виснаження імунної системи. Клінічними дослідженнями встановлено, що за умови довгострокового щоденного вживання препарату не виникає рефрактерності імунної системи: не спостерігається пригнічення активності α- та γ-інтерферонів, завдяки чому не розвивається порушень імунного статусу людини. Це забезпечує імунологічну безпеку при застосовуванні препарату протягом тривалого часу для лікування рецидивуючих хронічних інфекцій. Виробник також вказує на наявність антиоксидантної та апоптозмодулюючої активності[5] у препарату, тому він може застосовуватися у людей з хронічними інфекційними захворюваннями[6]. Препарат має антиоксидантну активність, інгібує перебіг вільнорадикальних процесів, тим самим запобігає накопиченню продуктів перекисного окислення ліпідів, посилюючи антиоксидантний статус клітин, зменшує інтоксикацію, сприяє відновленню організму після перенесеної інфекції та адаптації до несприятливих навколишніх умов. Препарат є модулятором апоптозу: підсилює дію апоптозіндукуючих факторів, активуючи каспазу 9, що сприяє більш швидкій елімінації уражених вірусом клітин та первинній профілактиці виникнення хронічних захворювань на фоні латентних вірусних інфекцій.
Діючі речовини препарату швидко абсорбуються з травного тракту в кров, досягаючи максимальних концентрацій через 20 хв після введення (дослідження in vivo).Біодоступність при пероральному введенні дорівнює 80 %.

## Застосування
Згідно з інструкцією, препарат слід застосовувати для:
- профілактики та лікування ГРВІ;
- лікування та профілактика грипу, у тому числі пандемічних штамів;
- у складі комплексної терапії бактеріальних ускладнень грипу та інших ГРВІ.

## Побічна дія
Застосування сиропу, як правило, не викликає побічної дії. Спостерігалися поодинокі випадки шлунково-кишкових розладів — біль в епігастральній ділянці, нудота, блювання, діарея (при наявності цих симптомів необхідно приймати сироп через 1,5-2 години після їди). Можливе транзиторне підвищення температури тіла до 38 °C на 3-10-й день терапії препаратом. У пацієнтів з хронічним гастродуоденітом можливе загострення гастродуоденіту, виникнення гастроезофагеального рефлюксу (рефлюкс-езофагіту). В окремих випадках можуть мати місце реакції гіперчутливості, алергічні реакції, головним чином у вигляді еритематозних висипань. У поодиноких випадках можливий головний біль. Ці явища зникали після корекції дози та режиму застосування препарату. У разі виникнення будь-яких небажаних реакцій необхідно звертатися за консультацією до лікаря.

## Взаємодія з іншими лікарськими препаратами
Заявлено, що під час клінічного застосування встановлено можливість та доцільність комбінації сиропу Імунофлазід з антибіотиками та протигрибковими препаратами для лікування вірусно-бактеріальних і вірусно-грибкових захворювань. Негативних проявів унаслідок взаємодії з іншими лікарськими засобами не встановлено.

## Застосування у період вагітності або годування груддю
При проведенні доклінічних досліджень тератогенного, мутагенного, ембріотоксичного, фетотоксичного та канцерогенного впливів не виявлено. Клінічний досвід застосування препарату у I та III триместрах вагітності та в період годування груддю негативного впливу не виявив. Проте необхідно дотримуватись правил призначення лікарських засобів у період вагітності або годування груддю, оцінюючи співвідношення користь/ризик та проконсультуватись з лікарем.

## Застосування у дітей
Імунофлазід застосовують дітям від народження.